# Regió de Puno
Puno és una de les 25 regions del Perú. Limita a l'est amb el Departament de La Paz (Bolívia), al nord la Regió de Madre de Dios, a l'oest les regions de Cusco i Arequipa, al sud-oest amb la de Moquegua i al sud amb la Regió de Tacna. La capital és la ciutat de Puno, als marges del llac Titicaca.
El departament i regió de Puno està ubicat a l'extrem sud-est del Perú, entre els 13°00'00" i 17°17'30" de latitud sud i els 71°06'57" i 68°48'46" de longitud oest del meridià de Greenwich. Compta amb una extensió territorial de 71.999 km² (6,0% del territori nacional del Perú) i és el cinquè departament més gran a l'àmbit nacional. Limita pel nord amb la regió de Madre de Dios, per l'est amb l'estat de Bolívia, pel sud amb la regió Tacna i Bolívia i per l'oest amb les regions peruanes de Moquegua, Arequipa i Cusco.
El territori de Puno comprèn 43.886,36 km² de muntanya (61,0%), 23.101,86 km² de zona selvàtica (32,1%), 14,5 km² de superfície insular (0,02%) i 4.996,28 km² (6,9%) que corresponen a la part peruana del llac Titicaca. La regió abasta un perímetre fronterer de 1.108 km, que representa l'11% de la línia de frontera del Perú.

## Divisió administrativa
La regió està subdividida en 13 províncies i 110 districtes, 
- Província de Puno, 15 districtes,
- Província d'Azángaro, 15 districtes
- Província de Carabaya, 10 districtes
- Província de Chucuito, 7 districtes
- Província d'El Collao, 5 districtes
- Província de Huancané, 8 districtes
- Província de Lampa, 10 districtes
- Província de Melgar, 9 districtes
- Província de Moho, 4 districtes
- Província de San Antonio de Putina,5 districtes
- Província de San Román, 5 districtes
- Província de Sandia, 10 districtes
- Província de Yunguyo, 7 districtes

## Geografia
Si es parteix en un tall imaginari transversal del territori peruà a l'alçada del paral·lel 16, el perfil ens mostra que, a partir del riu Majes, una elevació molt brusca remata una plana de topografia poc accidentada. Sobre aquest gran altiplà, malgrat trobar-se interromput per algunes valls profundes és, en general, una superfície de relleu suau i uniforme en un paisatge què, a diferència de la majoria dels paisatges andins, no troba obstacles en la cerca de l'horitzó.
Al Collao, l'altiplà s'estén des de la regió del Cuzco gairebé 800 quilòmetres cap al sud, fins al llac Poopó, a Bolívia, a una altitud que oscil·la entre els 4.200 i els 4.600 metres sobre el nivell del mar. A manera d'un colossal amfiteatre, aquest vast escenari es troba flanquejat, cap al nord-est, per la serralada Oriental, muntanya de topografia molt escarpada, seccionada per valls profundes i congostos que donen lloc a alineaments com la serralada de Carabaya amb imponents pics, com l'Allin Ccápac (5.850 m), el Ritipata (5.350 m) o el Balansani (5.354 m) i cap al nord-oest, pels cims nevats de la Serralada Occidental entre d'altres, el Cunurana (5.420 m), el Lamparasi (5.327 m)), i la cadena volcànica de la qual formen part l'Ubinas (5.672 m) i el Tutupaca (5.815 m).
L'altiplà és actualment una superfície d'erosió típica. El seu origen cal situar-lo al Terciari superior, fa uns 20 milions d'anys, quan amb prou feines s'elevava entre els 2.000 i els 2.500 metres sobre el nivell del mar. La seva actual altura és producte d'un espectacular procés que s'inicia a finals d'aquest període és a dir al Miocè tardà o al Pliocè, després d'haver estat per molts milions d'anys una superfície de topografia madura, i continua durant el Quaternari. Aleshores alguns dels seus rius desaiguaven a l'oceà, però com a resultat de la seva elevació i de les serralades que el resguarden, avui l'altiplà forma una conca muntanyosa sense cap altre desguàs per a aquests corrents que el dels seus llacs Titicaca i Poopó.
La part sud del Collao acull la depressió del Titicaca, d'origen tectònic, que corre del nord-oest al sud-est per més de tres-cents quilòmetres, amb una amplada de fins a cent quilòmetres, i al centre de la qual es troba el llac del mateix nom. Aquí la uniformitat del terreny és, si és possible, més gran, ja que aquesta és una zona d'extenses planes al·luvials cobertes de pastures i matolls, com les de Lampa, Juliaca i Ayaviri.
Des del punt de vista geològic, l'últim gran canvi actualment perceptible a l'altiplà es va produir fa mig milió d'anys, època en què el gran llac central, anomenat Ballivián, va començar el drenatge i es va fragmentar originant els actuals Titicaca, Poopó i altres llacs menors.
La història geològica del Collao es remunta a cinc-cents milions d'anys, època en què comença a sorgir del fons marí. Fa aproximadament tres-cents milions d'anys, s'inicia la formació de les que serien les serralades Oriental i Occidental, l'aixecament de les quals va ser lentíssim i es va produir al Cretaci. Es contemplen successius plegaments batejats amb el nom de “fase peruana”, fa uns 100 milions d'anys, durant el Cretaci superior; "fase incaica", cap a l'Eocè terminal, aproximadament fa 60 milions d'anys; “fase quítxua”, durant el Miocè inferior, farà uns 15 milions d'anys; i la “fase tardiandina”, al Pliocè, fa 3 milions d'anys. Aquestes orogènies van acabar modelant la morfologia actual de l'altiplà, en el qual trapuen els gresos, calcàries, quarsites, lutites i roques cristal·lines com a testimoni de la història geològica.
Dels 72.382 quilòmetres quadrats del departament de Puno, aproximadament el 70% estan ocupats per l'altiplà del Collao. El 30% restant el constitueixen els terrenys muntanyosos i la zona de selva que limita amb Madre de Diós.
Aquesta última, integrada a les províncies de Carabaya i Sandia, està separada de l'altiplà per la serralada de Carabaya que reparteix les aigües, en direcció sud, cap al Titicaca, i cap al nord, en direcció a la conca amazònica i és, a l'anomenada zona subandina, un territori muntanyós de topografia molt accidentada, cobert per una vegetació boscosa de tipus tropical, i més a cap a l'est, a prop ja de Madre de Diós, per un territori de selva baixa. Són dues regions absolutament diferents però que han estat integrades en un únic departament només per necessitats d'ordre administratiu.

### L'altiplà de Puno
Com hem dit al Titicaca, donaran tots els rius de l'altiplà, a excepció del Desaguadero, que més aviat surt del gran llac i porta les seves aigües al Poopó. Els més importants són a la part peruana, i entre ells destaquen, per la seva extensió, l'Azángaro, que té un recorregut de 300 km i neix al nevat Ananca, a 5852 msnm; i, pel cabal, el Ramis, que recorre des de l'oest 70 km; el Coata, amb 50 km, que arriba des del nord; i la clau, de 70 km de llarg i que baixa del sud-oest i forma un immens delta en desembocar al llac. La importància d'aquests rius en la configuració del relleu de l'altiplà és menor. No han excavat valls profundes i només les seves inundacions periòdiques alteren lleument el paisatge. Més que per valls, l'altiplà s'ha de dividir per zones segons la proximitat del llac: la dels voltants del llac i "la puna" pròpiament dita. Aquesta última es troba coberta de cascaix o d'un mantell d'Ichu adaptant-se al vent tallant típic d'aquestes altituds. "La puna", només apta per al pasturatge, és un paisatge desproveït d'arbres i gairebé desert, en què prima notòriament la dimensió horitzontal, un erm que provoca l'efecte de desolació que ha impressionat tants viatgers i que se sol generalitzar a tot el departament. A la regió propera al llac, en canvi, hi ha els llocs més poblats,
Com a tota la regió, les temperatures oscil·len fortament entre el dia i la nit. La temperatura mitjana del Collao és superior a 0 °C i inferior a 7 °C. Les màximes oscil·len entre 15 °C i 22 °C i les mínimes van de 9 °C a 24 °C. La sensació de fred també pot variar molt de l'ombra al sol, i fins i tot pel pas d'un núvol quan la llum solar s'atenua. A l'època de pluges, a les zones altes són freqüents la neu i la calamarsa.
La temporada de pluges comença a l'octubre i dura fins al maig. Aleshores el paisatge, abans de tons grisos i marrons, es torna verd. No obstant, la desolació torna a instal·lar-se entre juny i setembre, època en què les pluges són escasses.
Per descomptat, aquest contrast s'accentua en els anys en què es produeix el fenomen d'El Niño, que porta abundants precipitacions a la costa nord, en tant que ocasiona a la zona de la serra i especialment a Puno, una terrible sequera.
Els recursos hídrics de l'Altiplà comprenen també un conjunt de llacunes com les d'Asillo o Lampa, la més extensa de les quals és la llacuna d'Arapa, restes totes del primitiu llac Ballivián, antecedent més extens del Titicaca. També cal esmentar els aiguamolls a la rodalia del llac i a les desembocadures dels rius, la importància dels quals per a la ramaderia és gran.

### Selva de Puno
Cap al nord, al límit amb el departament de Madre de Dios, Puno comprèn territoris molt diferents dels del "Altiplà". Una estreta franja de regió quítxua i una altra una mica més àmplia de yunga fluvial donen pas, al llarg de les províncies de Sandia i Carabaya i seguint el curs del riu Tambopata, a una de selva alta o Ruparupa, ja al vessant nord-est de la serralada Oriental. Una mica més avall per una petita secció de selva baixa el riu Heath. En aquest brusc descens cap a la plana amazònica, el clima va canviant de fred a temperat i a càlid, i naturalment el paisatge humà. L'home de l'Altiplà ha explotat des d'antic aquests territoris per a obtenir-ne la coca, objectes exòtics, i potser or dels seus rics tolls,

## Clima
En general, el clima de Puno varia entre fred i càlid. A les ribes del llac Titicaca i a les valls formades pels seus afluents fins als 4. 000 m s.n.m. és fred, encara que temperat per la influència del llac. A més altitud és molt fred i glacial, mentre que a la selva el clima és càlid amb abundants precipitacions i temperatures molt superiors a les de la serra. La temperatura mitjana màxima és de 22 °C i la mínima de 1,4 °C. Les precipitacions a l'altiplà obeeixen a una periodicitat anual de quatre mesos (desembre a març); tanmateix, aquesta periodicitat, malgrat determinar les campanyes agrícoles, pot variar segons les característiques pluvials de l'any, originant inundacions o sequeres, així com la presència de glaçades i pedregades.

## Història
En l'antiguitat, l'altiplà del Collao estava habitat per grups aimara (Collas o Qolla, Zapanas, Kallahuayos i Lupacas). Els quítxues van arribar després. Segons el cronista Inca Garcilaso de la Vega, aquests temps antics coincideixen amb la llegenda de Manco Cápac i Mama Ocllo, que van sorgir de les aigües del llac Titicaca per fundar l'Imperi Inca.
La cultura aimara, també coneguda com Putina, va ser la cultura prehispànica més important i influent de la regió.
Durant el virregnat, Puno era la ruta obligada dels viatgers que anaven a Potosí (Bolívia). El 1668, el virrei Comte de Lemos va establir San Juan Bautista de Puno com a capital de la província de Paucarcolla. Més tard, es va anomenar San Carlos de Puno, en honor al rei Carles II d'Espanya .
El 1870 es va instal·lar la ruta ferroviària Arequipa-Puno i es va iniciar la navegació al llac Titicaca.
L'any 2007, un meteorit va impactar a la regió, provocant una malaltia generalitzada entre els habitants. Es desconeix la causa exacta de la malaltia, però s'especula que és el resultat de la contaminació amb arsènic o altres productes químics tòxics que podien haver estat alliberats per la calor generada per l'impacte.

## Població
Segons el Cens de Població i Habitatge 2017, el departament de Puno té un lleuger predomini de població urbana, la qual representa el 53,8%, mentre que la població rural va ser de 46,2%. El ritme de creixement de la població urbana ha estat més gran que la rural, registrant una taxa de creixement mitjana anual de 2,9% en el període 1940-2017. La població rural només va augmentar 0,2%, i fins i tot del 2007 al 2017 va disminuir 1,6 %. Aquest augment es deu a l'accelerat procés d'urbanització, especialment a les grans ciutats de la regió com Juliaca, Puno, San Miguel i Azángaro.
Segons el Cens de Població i Habitatge 2017 realitzat per l'Institut Nacional d'Estadística i Informàtica (INEI), la població censada de Puno era de 1.172.697 persones, ubicant-se al novè lloc a nivell nacional amb una participació de 4,0 %, mostrant una disminució poblacional de 0,8% respecte del cens de 2007. En superfície, les províncies més grans són Carabaya i Sandia. Tanmateix, les províncies de Yunguyo i San Román mostren una alta densitat poblacional (prop de 127,3 i 135,0 habitants per km², respectivament), molt per darrere queda la resta de províncies de la regió, sent la següent més densament poblada d'aquest grup, Puno amb 33,8 habitants per km².
| província                                                                                        | superfície (km²) | població (2017) | percentatge sobre el total regional | capital provincial |
| ------------------------------------------------------------------------------------------------ | ---------------- | --------------- | ----------------------------------- | ------------------ |
| Puno (1)                                                                                         | 6.439            | 219.494         | 18,7                                | Puno               |
| Azángaro                                                                                         | 4.970            | 110.392         | 9,4                                 | Azángaro           |
| Carabaya                                                                                         | 12.266           | 73.322          | 6,3                                 | Macusani           |
| Chuchito                                                                                         | 3.978            | 89.002          | 7,6                                 | Juli               |
| El Collao                                                                                        | 5.601            | 63.878          | 5,4                                 | Ilave              |
| Huancané                                                                                         | 2.806            | 57.651          | 4,9                                 | Huancané           |
| Lampa                                                                                            | 5.792            | 40.856          | 3,5                                 | Lampa              |
| Melgar                                                                                           | 6.447            | 67.138          | 5,7                                 | Ayaviri            |
| Moho                                                                                             | 1.000            | 19.753          | 1,7                                 | Moho               |
| San Antonio de Putina                                                                            | 3.207            | 36.113          | 3,1                                 | Putina             |
| San Román                                                                                        | 2.278            | 307.417         | 26,2                                | Juliaca            |
| Sandia                                                                                           | 11.862           | 50.742          | 4,3                                 | Sandia             |
| Yunguyo                                                                                          | 288              | 36.939          | 3,1                                 | Yunguyo            |
| Superfície Insular                                                                               | 15               | -               |                                     |                    |
| Lago Titicaca (2)                                                                                | 4.996            | -               |                                     |                    |
| TOTAL                                                                                            | 71.999           | 1.172.697       |                                     |                    |
| (1) cens 2017; (2) banda peruana. Elaboración: BCRP – Sucursal Puno, Dpto. d'Estudios Económicos |                  |                 |                                     |                    |

## Llengües i ètnies
Els indígenes són la majoria a la regió de Puno. A partir de 2011, el 41,4% dels habitants de Puno parla quítxua, el 30,39% parla aimara ; el 0,05% parla ashaninka; i el 0,03% parla una altra llengua indígena. Els castellanoparlants monolingües representen el 28,1% de la població. Segons el cens del Perú de 2007, la primera llengua apresa per la majoria dels residents va ser el quítxua (38,01%), seguit del castellà (34,81%) i l'aimara (26,93%). La varietat quítxua que es parla a Puno és el Cusco–Collao Quitxua.

## Transports i comunicacions
La xarxa viària del departament de Puno al 2020 va assolir 13.203,3 quilòmetres, dels quals 2.018,9 pertanyen a la xarxa nacional, 2.369,1 a la departamental i 8.815,2 a la veïnal, distribuïts entre pavimentades i no pavimentades. El 89,4% pertany a la xarxa viària nacional, el 17,1% a la xarxa departamental i el 0,5% a la veïnal. Són vies pavimentades, el 17,0 % de la xarxa viària total de Puno.
El 2020, el parc automobilístic comptava amb 370.000 mil unitats i, el 2019, el trànsit interprovincial de passatgers és daproximadament 2,8 milions. L'aeroport internacional “Inca Manco Cápac” està ubicat al districte de Juliaca a 0,5 km de la ciutat i compta amb una pista asfaltada de 4.200 m de llargada per 45 m d'amplada i una Torre de Control de set pisos amb 25 metres dalçada. El moviment de càrrega per l'aeroport de Juliaca al 2020 va ser 315.560 Kg, representant el 0,9% del total nacional del Perú. L'entrada i sortida de passatgers representa l'1,9%.

## Economia
El sector econòmic més rellevant (2020) és l'agricultura, la ramaderia, la caça i la silvicultura, amb una contribució de 18,5%, seguit del comerç amb 11,2%. Altres sectors són l'administració pública i defensa amb 9,2%, la construcció amb 8,1%, la manufactura amb 7,2%, el transport, logística, correu i missatgeria amb el 6,8%, l'extracció de petroli, gas i minerals amb 5,6% i la resta d'altres serveis 33,4% cent. El Valor Afegit Brut (VAB) departamental va representar el 2,0% del VAB del Perú (2020), ubicant-se a l'onzè lloc en el context nacional.
| sector econòmic                                                         | VAB       | percentatge estructural | variació, percentatge 2011-2020 |
| ----------------------------------------------------------------------- | --------- | ----------------------- | ------------------------------- |
| Agricultura, Ramaderia, Caça i Silvicultura                             | 1.605.703 | 18,5                    | 3,7                             |
| Pesca i Aqüicultura                                                     | 47.540    | 0,5                     | 10,6                            |
| Extracció de Petroli, Gas i Minerals                                    | 484.857   | 5,6                     | -2,0                            |
| Manufactura                                                             | 627.088   | 7,2                     | -0,8                            |
| Electricitat, Gas i Aigua                                               | 161.831   | 1,9                     | 4,9                             |
| Construcció                                                             | 704.065   | 8,1                     | 1,9                             |
| Comerç                                                                  | 976.671   | 1,2                     | 2,1                             |
| Transport, Logística, Correu i Missatgeria                              | 588.768   | 6,8                     | 2,1                             |
| Allotjament i restaurants                                               | 104.866   | 1,2                     | -0,5                            |
| Telecomunicacions i altres srveis d'Informació                          | 449.956   | 5,2                     | 11,1                            |
| Administració Pública i Defensa                                         | 802.887   | 9,2                     | 4,5                             |
| Altres serveis                                                          | 2.136.708 | 24,6                    | 3,3                             |
| Total valor agregat brut                                                | 8.690.940 | 100,0                   | 2,3                             |
| Font: INEI. Elaboració: BCRP - Sucursal Puno, Dept. d'Estudis Econòmics |           |                         |                                 |

## Agricultura
La superfície agrícola de Puno és de 4.464.473 hectàrees, distribuïdes en terres agrícoles(9,1%), pastures naturals (78,4%), muntanyes i boscos (5,1%) i altres classes de terres (7,4%). La disponibilitat de pastures naturals ha permès el desenvolupament d'una ramaderia extensiva. Puno destina al mercat extern quinua, cafè orgànic i cañihua, i al mercat intern regional farratges per al bestiar (alfals, civada i ordi) que en general és utilitzada per alimentar bovins amb base en la producció de llet. La importància de Puno en el context nacional s'evidencia en el cas de la carn i la fibra d'alpaca, amb una participació de 46,9% i 61,6%, respectivament. Altres productes rellevants són la llana d'oví, la carn d'oví i la carn de boví representant el 40,7, 26,5 i 11,5 per cent del total nacional, respectivament. Mereixen especial atenció els derivats lactis, a causa del dinamisme de les conques lleteres dels districtes de Mañazo, Acora i Asillo, unint-se als ja consolidats Azángaro, Melgar i Taraco.
Els conreus més importants a la regió, tenint en compte el Valor Brut de Producció (VBP) del 2020 a preus del 2007, van ser: papa (33,6 %), civada farratgera (23,3%), alfals (17,1%, quinua (4,2%), ordi farratger (4,0%) i cafè (3,4%).

### Pesca
L'activitat pesquera a Puno es concentra a la pesca continental donat el seu caràcter mediterrani i es desenvolupa principalment al llac Titicaca, la qual compta amb 17.400 hectàrees habilitades per a l'aqüicultura, de les quals només s'utilitza aproximadament 4,5%.
El 2019, l'activitat pesquera de la regió, en especial la producció de truita, va representar el 64 per cent del total nacional amb 32.580 tones, seguit per Pasca amb una participació de 14,2%, Huancavelica (8,5%) i Junín (6,3%) per cent).
En aquest mateix any, el sector va mostrar una reducció de 44,7 per cent, això a causa de, principalment, efectes climàtics (vents anòmals) que van generar pèrdues severes de producció. Tot i això, el 2020, l'activitat pesquera va créixer en 13,7% respecte a l'any anterior, resultat de la major producció de truita criada en gàbies flotants (13,8 per cent) i truita natural (18,9 per cent). Cal indicar que, entre el 2019 i el 2020, el VBP de la truita, va representar el 99,6% del total pesquer; destinada al consum local, regional (especialment Cusco) i internacional (principalment Canadà).

### Mineria
El 2020, la mineria va ser la tercera activitat amb més contribució al VAB de la regió amb una aportació de 5,6 per cent, generant aproximadament 5,5 mil llocs de treball, equivalent al 3,1% de l'ocupació nacional sectorial. El 2019, Puno va ser la primera regió amb majors reserves d'estany al país amb una participació del 97,2%, la tercera en or que constitueix el 6,3%, la segona en reserves de plom amb una aportació de 22,1%, la quarta en plata amb 9,5% i la cinquena en zinc amb 4,7%11. L'activitat minera a la regió, durant el 2020, va registrar una reducció d'11,8% respecte a l'any anterior, explicat principalment per la menor producció d'or 28,0 per cent; atenuat per la major extracció d'estany (4,0%). Cal indicar que, al mateix any, el VBP de l'or i estany van representar el 96,0% del sector a la regió.
La producció minera de Puno se centra principalment en l'extracció d'estany, or, plom, plata i zinc. És important assenyalar l'empresa MINSUR dedicada a l'explotació d'estany, el centre d'operacions del qual a Puno és la unitat minera San Rafael, ubicada al districte d'Antauta, província de Melgar. El 2020, la seva producció va assolir el 7,6% d'estany del món; així mateix, el 2017, l'empresa va obtenir el Premi Nacional de Mineria per la implementació duna planta de pre-concentració amb tecnologia Ore Sorting.

### Manufactures
Del 2011 al 2019, la manufactura va créixer 6,3 per cent i va contribuir de mitjana amb el 8,7 per cent al VAB de Puno; no obstant això, el 2020, aquest sector va disminuir 18,8% a causa de la paralització d'activitats pel context sanitari. De la mateixa manera, en aquest període, el creixement mitjana anual de la producció industrial a la regió va ser 2,2 per cent, el segon sector amb menor ritme de creixement a la regió. Mentrestant, entre 2011 i el 2020, es va registrar una caiguda en el dinamisme mitjà d'aquest sector (-0,8%).
L'empresa manufacturera més gran de Puno és Cal & Cemento Sur S.A., fundada a 1963 i pertanyent al Grup Glòria. Inicialment es va especialitzar en la producció de calç i ciment, actualment ha orientat tota la seva capacitat a produir i comercialitzar calç, cobreix aproximadament el 60 per cent del mercat nacional de calç i gairebé per complet el mercat del sud del Perú. Prop al 99% de la seva producció es destina a la mineria (Sociedad Minera Cerro Verde, Xstrata, Southern Peru, Aruntani, entre d'altres) i el restant a la construcció de carreteres, plantes de tractament d'aigua potable i d'aigües residuals.
Amb informació a 2020, a Puno hi ha 45.618 empreses formals que representen el 2,6% del total nacional del Perú. D'aquestes, 4.185 empreses són manufactureres (9,2 per cent del total a la regió). Així mateix, 4.141 són microempreses, 40 són petites, i quatre són mitjanes i grans empreses. Amb aquestes dades, s‟observa que l‟estructura dominant és la microempresa. A més, gran part de les empreses manufactureres es troben a la província de San Román (61,3 per cent), i la seva principal activitat és la fabricació de peces de vestir.

### Turisme
A la regió s'han identificat importants recursos turístics, destacant, dins dels històrics i culturals, les restes arqueològiques de Sillustani, Pucará, Cutimbo, Tanka-Tanka; temples virregnals a les ciutats de Juli, Puno, Asillo i Tintiri, i vivencials a Capachica ia les illes dels Uros, Amantaní i Taquile. També hi ha recursos ecoturístics i de biodiversitat, com el Parc Nacional Tambopata–Candamo, cims nevats a les serralades oriental i occidental i aigües termals a Loripongo, Putina i Ayaviri.
Els recursos folklòrics i culturals existeixen a tota la regió, com la festivitat de la Verge de la Candelaria, carnestoltes i festes patronals, on es mostra en tota la seva esplendor el folklore propi de cada localitat.
El dinamisme del sector es manifesta a la ciutat de Puno per la presència d'importants cadenes hoteleres: GHL Hotel Llac Titicaca, Casa Andina, José Antonio, Eco Inn, Posada de l'Inca i Taypikala; a ells se sumen inversions de capitals locals en hotels. Això ha permès una millora gradual en els serveis connexos com els restaurants, bars i els mitjans turístics de transport lacustre i terrestre. Puno presenta un gran potencial, ja que compta amb el port lacustre més important del Perú i gràcies a la seva ubicació estratègica entre la ciutat de Cusco i La Paz, el fan un país de pas obligat per als turistes.